# タイムトンネル (ゲーム)
『タイムトンネル』 (TIME TUNNEL) はタイトーから1982年にリリースされたアーケードゲーム。ジャンルはアクションゲームである。アメリカで公開された同名のテレビ映画とは関係ない。難易度については独特の操作感覚に慣れれば1周クリアは可能なくらい低め。

## ゲームのルール
コントロールレバー（上で前進、下で後退の2方向）、1ボタン（線路の分岐ポイント切り替え。レバーの入力先にある分岐ポイントが優先される）でデコイチを操作し、新幹線などを初めとする障害物を避けつつ、それぞれのステージで課せられたノルマを達成した上でゴールに到達させる。
田園、都市、宇宙の3ステージでループする。ループするにつれて新幹線・お邪魔キャラ・牛の動きが速くなり、難易度も上がる。

## クリアの条件
- 田園:画面上に散らばっている客車を合計3両、デゴイチの後部に連結する。
- 都市:画面上の駅ごとに滞在している人間を合計9人列車に乗せる。3人乗車している客車には乗らないため、移動の調節が必要。
- 宇宙:UFOが随時停泊している駅で乗客全員を降ろす。どこに飛んでくるかはランダムだが、軌道から推測可能。

いずれのステージも条件を満たした上でステージ右端のトンネルに前から入るとクリアで残りの燃料はボーナスとして加算される。

## ミスの条件
- 線路に従って移動する新幹線（デゴイチより若干速い）、画面内の線路に浮遊移動してから姿が出現するお邪魔キャラ、田園ステージの牛、のいずれかに触れた
- 連結用の車両に前向きで接触する
- エネルギー切れ
エネルギー切れになると1台失うが、FUELマークを通過すれば、満タンになる。

## 移植作品
| No. | タイトル                  | 発売日        | 対応機種                      | 開発元   | 発売元     | メディア                              | 型式 | 売上本数 | 備考             |
| --- | ------------------------- | ------------- | ----------------------------- | -------- | ---------- | ------------------------------------- | ---- | -------- | ---------------- |
| 1   | タイトーメモリーズII 上巻 | 2007年1月25日 | PlayStation 2                 | タイトー | タイトー   | DVD-ROM                               | -    | -        | 収録ソフトの一つ |
| 2   | タイムトンネル            | 2019年9月19日 | PlayStation 4 Nintendo Switch | タイトー | ハムスター | ダウンロード (アーケードアーカイブス) | -    | -        |                  |